# Déimaque (père d'Énarété)
Pour les articles homonymes, voir Déimaque.
Dans la mythologie grecque, Déimaque (en grec ancien Δηίμαχος) est le père d’Énarété, qui a épousé Éole, fils d’Hellen et roi de Thessalie.
Il a sept petit-fils : Sisyphe, Créthée, Athamas, Salmonée, Déion, Magnès et Périérès, et cinq petites-filles : Canacé, Alcyone, Pisidicé, Calycé et Périmède.